# Крошка Доррит (телесериал)
«Крошка Доррит» (англ. Little Dorrit) — британский сериал 2008 года трёх режиссёров: Адама Смита, Дервлы Уолш и Диармайда Лоуренса, по одноимённому роману Чарльза Диккенса. Сериал был совместно произведён BBC c WGBH Boston. Главного персонажа этого сериала, Эми Доррит, сыграла актриса Клэр Фой.

## Актёрский состав
| В ролях          |  | Персонаж                   |
| ---------------- |  | -------------------------- |
| Клэр Фой         |  | Эми Доррит                 |
| Мэттью Макфэдьен |  | Артур Кленнэм              |
| Джуди Парфитт    |  | миссис Кленнэм             |
| Том Кортни       |  | мистер Доррит              |
| Эмма Пирсон      |  | Фанни Доррит               |
| Алан Армстронг   |  | Иеремия и Эфраим Флинтуинч |
| Пэм Феррис       |  | миссис Дженерал            |
| Эдди Марсан      |  | Панкс                      |
| Энди Серкис      |  | Риго                       |
| Джорджия Кинг    |  | Минни Гоуэн                |
| Фрима Аджимен    |  | Тэттикорэм                 |
| Ив Майлс         |  | Мэгги                      |
| Артур Дарвилл    |  | Тип Доррит                 |
| Гарриет Уолтер   |  | миссис Гоуэн               |
| Стивен Маркус    |  |                            |
| Максин Пик       |  | мисс Уэйд                  |

## Описание серий
| № серии | Краткое содержание |  |
| ------- | --- |  |
| 1       | Артур Кленнэм возвращается в Англию после длительных странствий. В доме своей матери он знакомится с Эми Доррит. Артур оказывает поддержку девушке, и она быстро к нему привязывается.                                                |  |
| 2       | Эми узнаёт, что долги её брата кем-то выплачены, она пытается выяснить, кто это сделал. |  |
| 3       | Эми получает предложение о замужестве от молодого Джона Чивери. Она отказывает ему, чем вызывает недовольство своего отца. |  |
| 4       | Артура, который решил сделать предложение Пэт Миглз, своей давней знакомой, ждет разочарование. |  |
| 5       | Мистер Доррит, отец Эми, возвращается домой после двадцати лет, проведенных в тюрьме Маршалси. Он хочет забыть позорное прошлое и решает переехать с семьей за границу. Дорриты отправляются в Венецию, чтобы начать там новую жизнь. |  |
| 6       | В Венеции Дорриты наслаждаются великолепием итальянского города, однако их начинает одолевать тоска по родине. Мистер Доррит хочет поместить свой капитал в банк.                                                                     |  |
| 7       | Мистер Доррит возвращается в Лондон, оставляя Эми в Венеции. Однако жизнь в Лондоне не оправдывает его надежд. |  |
| 8       | Мистер Мердл, с которым имел дела Доррит, покончил с собой. Артур Кленнэм всерьёз заболевает, Эми ухаживает за ним. Вскоре Артур получает письмо, в котором он находит невероятные сведения о своей жизни.                            |  |